# Yokohama (Aomori)
Yokohama (横浜町?) è una cittadina giapponese della prefettura di Aomori.